# لئونارد هو
لئونارد هو (انگلیسی: Leonard Ho؛ ۱۹۲۵ – ۱۷ فوریه ۱۹۹۸) تهیه‌کننده فیلم اهل هنگ کنگ بود.
از فیلم‌هایی که وی در آن‌ها نقش داشته‌است می‌توان به شمشیر خدایان اشاره نمود.
او یک مرتبه، نامزدِ دریافتِ جایزه فیلم هنگ کنگ شده بود.